# Lulua adiopodoumensis
Lulua adiopodoumensis är en skalbaggsart som först beskrevs av Pierre Lepesme 1956.  Lulua adiopodoumensis ingår i släktet Lulua och familjen långhorningar. Inga underarter finns listade i Catalogue of Life.